# Gosaulacke
Die Gosaulacke ist ein episodisches Kleingewässer in der Gemeinde Gosau im Salzkammergut in Oberösterreich. Sie ist der kleinste der drei Gosauseen in der zum UNESCO-Welterbe zählenden Kulturlandschaft Hallstatt–Dachstein/Salzkammergut.

## Geographie

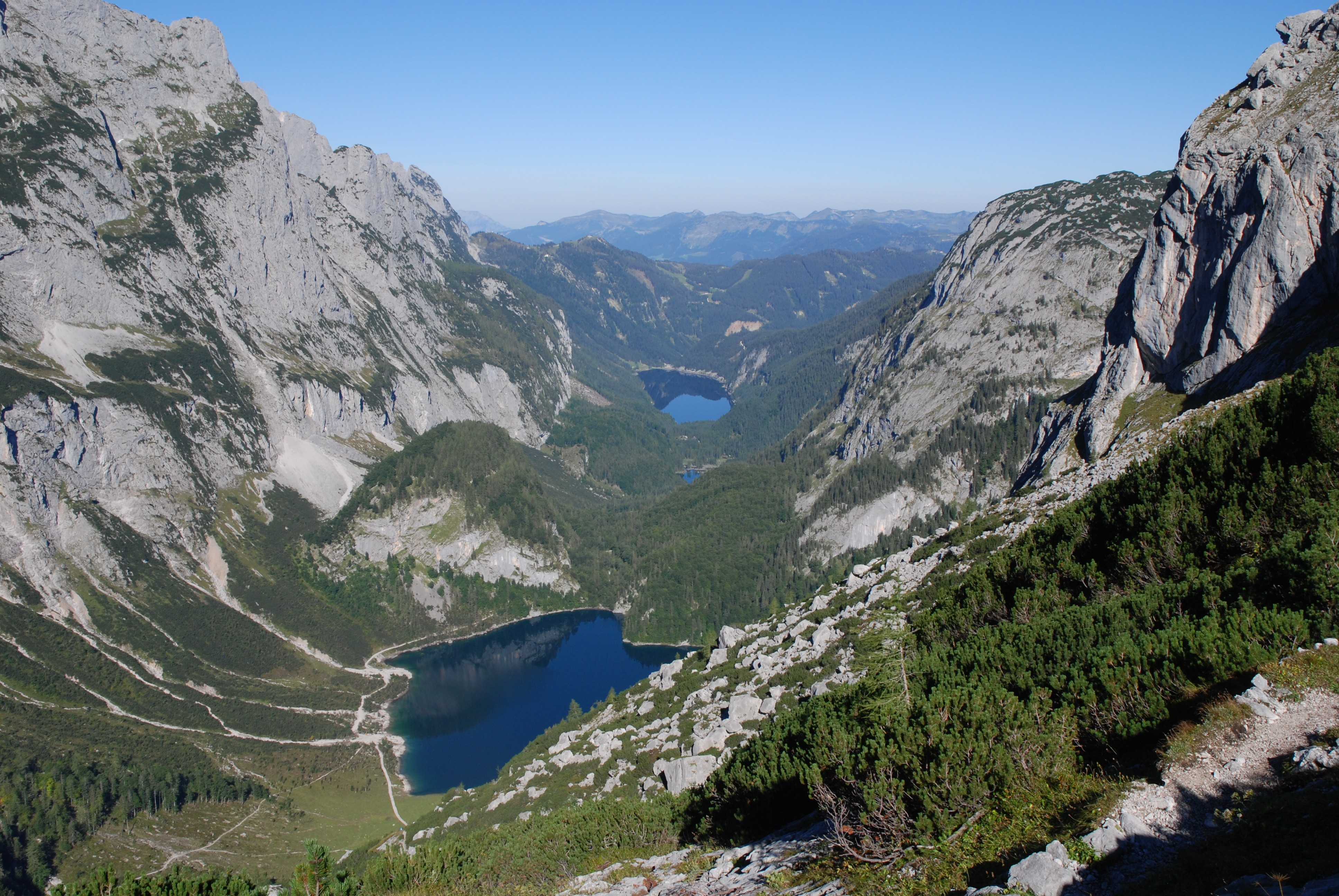
Blick auf den Hinteren Gosausee über die Gosaulacke zum Vorderen Gosausee im September

Die Gosaulacke liegt auf 969 m ü. A. im Dachsteingebirge zwischen dem etwa 895 Meter entfernten Vorderen Gosausee im Nordwesten und dem etwa 1.615 Meter entfernten Hinteren Gosausee im Südosten. Das Tal, in dem sich die drei Seen befinden, entspricht einer geologischen Störung des Gebirges und wurde durch den eiszeitlichen Dachsteingletscher geformt. Die Flanken des Tals bestehen aus verschiedenartig ausgebildetem Dachsteinkalk. An den Ufern der Gosaulacke finden sich Muschelkalk und Reiflinger Kalk.

## Hydrologie
Der Karstquellsee weist stark schwankende Wasserstände auf und kann gelegentlich auch vollständige austrocknen. Die maximale Länge beträgt etwa 630 Meter, die maximale Breite 160 Meter und die maximale Fläche 7 Hektar. Aus dem 19. Jahrhundert liegt auch ein Bericht über eine Länge von 900 Metern und eine Fläche von 11 Hektar vor. Wiederkehrende Schwankungen bei der Wassertiefe liegen zwischen vier und fünf Metern.
Die Gosaulacke hat keinen ständigen Zufluss. Eine Füllung erfolgt infolge der Schneeschmelze oder starker Regenfälle. Im Nordosten wird sie durch zwei im Frühling Wasser führende Gebirgsbäche gespeist. Nur bei Hochwasser und bei der Schneeschmelze im Frühling erfolgt ein Überlauf des Hinteren Gosausees, der die Gosaulacke auffüllt. Deren Abfluss zum Vorderen Gosausee wiederum ist in der Regel ebenfalls unterirdisch und durch Schuttboden verlaufend, kann jedoch gelegentlich auch oberirdisch in einem Trockental erfolgen.

## Flora und Vegetation
Zwischen der Gosaulacke und dem Hinterem Gosausee erstrecken sich Bergahorn-Schluchtwälder. Hier gedeihen der Hirschzungenfarn (Asplenium scolopendrium) und die empfindliche Echte Lungenflechte (Lobaria pulmonaria).
Zu den zahlreichen Moosarten in diesem Abschnitt zählen:
- Bambergers Schlafmoos (Hypnum bambergeri)
- Echtes Goldmoos (Homalothecium lutescens)
- Gewelltblättriges Gabelzahnmoos (Dicranum polysetum)
- Glattes Neckermoos (Neckera complanata)
- Grünes Koboldmoos (Buxbaumia viridis)
- Hängendes Widerhakenmoos (Antitrichia curtipendula)
- Lyells Goldhaarmoos (Orthotrichum lyellii)
- Mattes Hainmoos (Hylocomium umbratum)
- Sauter-Weißgabelzahnmoos (Paraleucobryum sauteri)
- Tamarisken-Wassersackmoos (Frullania tamarisci)
- Verlängertes Gabelzahnmoos (Dicranum elongatum)
- Warzendeckel-Schlafmoos (Hypnum andoi)
- Weißliches Kopfsprossmoos (Cephalozia leucantha)
- Zartnerviges Kurzbüchsenmoos (Brachythecium tommasinii)[12]

## Fauna
Das nährstoffarme (oligotrophe) Gewässer ist ein wichtiger Lebensraum für Amphibien.
Zur Vogelwelt an der Gosaulacke gehören folgende Arten:
- Amsel (Turdus merula)
- Buchfink (Fringilla coelebs)[13]
- Dreizehenspecht (Picoides tridactylus)
- Gartenrotschwanz (Phoenicurus phoenicurus)[14]
- Gimpel (Pyrrhula pyrrhula)[15]
- Habicht (Accipiter gentilis)[14]
- Singdrossel (Turdus philomelos)[13]
- Steinadler (Aquila chrysaetos)[14]
- Stockente (Anas platyrhynchos)[13]
- Weißrückenspecht (Dendrocopos leucotos)[14]
- Wintergoldhähnchen (Regulus regulus)
- Zaunkönig (Troglodytes troglodytes)[13]

## Schutzstatus
Die Gosaulacke ist Teil des Naturschutzgebiet Dachstein in den Gemeinden Gosau, Hallstatt und Obertraun (N098). Überdies erstreckt sich nach Nordwesten ein Gebiet mit einer Fläche von 53,0494 Hektar, das als Ökofläche Gosaulacke ausgewiesen ist. Die Gosaulacke liegt darüber hinaus in der Kernzone der Kulturlandschaft Hallstatt–Dachstein/Salzkammergut, die seit 1997 zum UNESCO-Welterbe gehört.

## In der Kunst

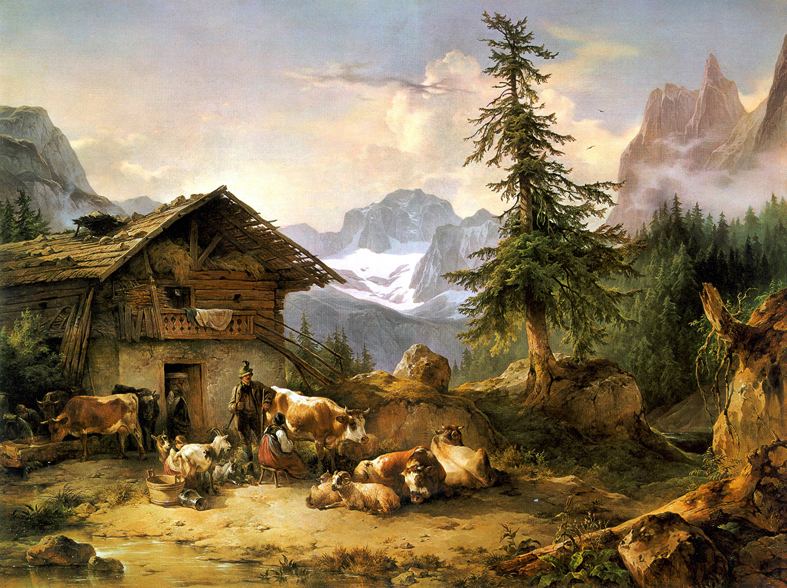
Gemälde der Niederen Holzmeisteralm an der Gosaulacke (1846) von Friedrich Gauermann

Die Gosaulacke ist ein wiederkehrendes Motiv in den Werken bildender Künstler des 19. und frühen 20. Jahrhunderts. Das Ölgemälde Die Gosaulacke mit dem Dachstein von Hubert Sattler datiert auf 1879 oder früher. Das Ölgemälde Mittagsruhe an der Gosaulacke von Franz Leinecker wurde 1886 in einer Ausstellung im Künstlerhaus Salzburg präsentiert. Der Deutsche und Österreichische Alpenverein erwarb 1887 für eines seiner Mitglieder ein Aquarell von Melchior Fritsch mit dem Titel Dachstein von der Gosaulacke gesehen. Im Nachlass des Landschaftsmalers Leopold Munsch fand sich 1888 ein Bild des Gewässers, das in den Besitz von Erzherzogin Marie Valerie kam. Franz Xaver von Pausinger schuf eine Kohlezeichnung eines Hirschs und weiterer Tiere an der Gosaulacke, die der Kunsthändler Gustav Pisko 1910 in seinem Kunstsalon in Wien ausstellte. Die nahegelegene Niedere Holzmeisteralm wurde von Friedrich Gauermann und Adalbert Stifter gemalt.